# Whole Lotta Love
Whole Lotta Love – utwór angielskiego zespołu rockowego Led Zeppelin, otwierający jego drugi album – Led Zeppelin II.
Był to pierwszy prawdziwy przebój zespołu. W 2004 utwór został sklasyfikowany na 75. miejscu listy 500 utworów wszech czasów magazynu Rolling Stone, a w marcu 2005 Magazyn Q umiejscowił go na miejscu 3 listy 100 Greatest Guitar Tracks.
Utwór został nagrany w różnych studiach w Nowym Jorku i Los Angeles, w czasie amerykańskiego tournée w 1969 i zebrany w całość przez Jimmy’ego Page’a w Olympic Studios w Londynie. Duża część tekstu została zaczerpnięta z utworu Williego Dixona „You Need Love”, co doprowadziło do procesu sądowego, który rozstrzygnięto na korzyść Dixona w 1985.
Po wydaniu longplaya, stacje radiowe chciały puszczać „Whole Lotta Love” jako utwór promujący płytę, jednak uznały za niestosowne „jęki” wokalisty w samym jego środku – stworzyły więc swoje własne, skrócone wersje. Menedżer zespołu, Peter Grant, prowadził politykę „żadnych singli”, jednak utwór pojawił się jako singel w krajach takich jak Francja, Niemcy, Japonia, Szwajcaria, Holandia, czy Belgia – czyli tam, gdzie Grant nie miał na to żadnego wpływu. Wytwórnia Atlantic Records wydała singel w Wielkiej Brytanii dopiero w roku 1997.

## Listy przebojów i koncerty
Utwór wszedł na listę przebojów magazynu Billboard Top 40 dnia 6 grudnia 1969. Pozostał na niej przez 13 tygodni, dochodząc do 4 miejsca – „Whole Lotta Love” był jedynym utworem Led Zeppelin, który dotarł w USA do pierwszej dziesiątki.
Zazwyczaj grany był na zakończenie koncertów w formie „mieszanki” (ang. medley, czyli fragmenty kilku utworów grane jeden po drugim) – wraz z ulubionymi coverami zespołu z gatunków bluesowymi i R&B. Należały do nich standardy z lat 50. i 60. takie jak:
- „Let that Boy Boogie”, „Boogie Chillen” i „I’m in the Mood” – John Lee Hooker
- „I’m Movin’ On” – Hank Snow
- „Hello Mary Lou” (Gene Pitney) – Ricky Nelson
- „Mess o’ the Blues” (Doc Pomus i Mort Shuman) – Elvis Presley
- „Rave On” (Sonny West) – Buddy Holly
- „Lawdy Miss Clawdy” (Lloyd Price) – Elvis
- „Hideaway” – Freddie King
- „Fixin’ to Die” i „Shake 'em on Down” – Bukka White
- „Killing Floor” – Howlin’ Wolf
- „Voodoo Child (Slight Return)” – Jimi Hendrix
- „For What It’s Worth” – Buffalo Springfield
- „The Hunter” – Albert King
- „That’s Alright Mama” (Arthur Crudup) – popularized by Elvis
- „Honeydripper” – Joe Liggins
- „Blueberry Hill” (Vincent Rose) – Louis Armstrong i Fats Domino
- „Trucking Little Woman” i „I Can’t Be Satisfied” – Big Bill Broonzy
- „Let’s Have a Party” (Jessie Mae Robinson) – Elvis; Wanda Jackson
- „Drop Down Mama” (Sleepy John Estes) – Big Joe Williams
- „Some Other Guy” (Leiber/Stoller/Barrett) – The Beatles
- „Susie Q” – Dale Hawkins
- „Everybody Needs Somebody” (Russell/Burke/Wexler) – Solomon Burke
- „Baby I Don’t Care” (Leiber & Stoller) – Elvis
- „Licking Stick” i „Sex Machine” – James Brown
- „Long Distance Call” i „Honey Bee” – Muddy Waters
- „Going Down Slow” – St. Louis Jimmy Oden
- „Heartbreak Hotel, Jailhouse Rock i Mystery Train – Elvis Presley
- „Only the Lonely – Roy Orbison

Czasami w środku „Whole Lotta Love” zespół grał również fragmenty innych swoich utworów, takich jak „I Can't Quit You Baby”, „You Shook Me”, „How Many More Times (w tym The Hunter)”, „Your Time Is Gonna Come”, „Good Times Bad Times”, „The Lemon Song”, „The Crunge”, „D’yer Mak’er”, czy „Ramble On”.
Wersje koncertowe „Whole Lotta Love” pojawiły się w następujących wydawnictwach:
- The Song Remains the Same; 2 LP (28 września 1976; Swan Song SS2-201; z koncertu z 1973 i ścieżki dźwiękowej do filmu)
- Led Zeppelin BBC Sessions; 2 CD (11 listopada 1997; Atlantic 83061; z koncertu z 1971)
- How the West Was Won; 3 CD (27 maja 2003; Atlantic 83587; z koncertów z 1972)
- Led Zeppelin DVD; (2003; z lat 1969–1970).
- Celebration Day; (2012; z wielkiego come-backu zespołu z 10 grudnia 2007 roku.)

## Inne wersje
- W 1988 żyjący członkowie Led Zeppelin ponownie zagrali „Whole Lotta Love” – podczas koncertu z okazji 40 rocznicy działalności wytwórni Atlantic Records w Madison Square Garden w Nowym Jorku wraz z synem zmarłego perkusisty, Jasonem Bonhamem, na perkusji.
- Jimmy Page wykonywał ten utwór na żywo podczas trasy koncertowej z zespołem The Black Crowes w 1999. Udokumentowane to zostało na płycie Live at the Greek.
- Robert Plant również wykonywał ten utwór podczas swojego tournée w 2005 – co można zobaczyć na płycie DVD Soundstage: Robert Plant and the Strange Sensation.
- Utwór został także nagrany przez Jasona Bonhama i wydany na albumie In the Name of My Father – The Zepset  z 1997.
- Zespół Oasis zagrał Whole Lotta Love podczas swojego koncertu na stadionie Wembley 21 lipca 2000 – nagranie utworu pojawiło się na kompilacji CD/DVD Familiar to Millions.
- Utwór zespołu The Prodigy pt. „Rhythm of Life” zawiera krzyk Roberta Planta z wersji studyjnej „Whole Lotta Love” (dokładnie mówiąc z przedziału 4:20 – 4:27). Ten sample pojawia się w utworze kilkukrotnie.
- Tina Turner nagrała „Whole Lotta Love” na swoim albumie „Acid Queen”.
- 24 sierpnia 2008 Leona Lewis wraz z Jimmym Page’em wykonali utwór podczas uroczystości zamknięcia Igrzysk Olimpijskich w Pekinie w ramach prezentacji Londynu jako organizatora igrzysk w 2012 roku.
- W 2010 swoją wersję tego utworu nagrali Carlos Santana oraz Chris Cornell. Utwór pochodzi z płyty Santany „Guitar Heaven: Santana Performs the Greatest Guitar Classics of All Time”.
- Christina Aguilera wielokrotnie wykonywała cover utworu na żywo. Piosenkę zaśpiewała między innymi podczas New Orleans Jazz & Heritage Festival (2014) oraz w trakcie festiwalu muzycznego Mawazine, przed dwustutysięczną widownią (2016)[2][3].